# La otra lucha
La otra lucha es el segundo tomo de un amplio ensayo sobre la historia de las Madres de Plaza de Mayo, escrito por el periodista y abogado argentino Ulises Gorini. Publicado en formato de libro en Argentina en 2008 por Grupo Editorial Norma, ha sido considerado por el historiador y escritor argentino Osvaldo Bayer como el trabajo de investigación más completo y exhaustivo realizado sobre el destacado movimiento social de mujeres que se enfrentaron a la última dictadura cívico-militar y se convirtieron en una de las organizaciones políticas más singulares de la historia argentina y mundial. 
Además de un excelente trabajo sobre las Madres, el cual se encuentra especialmente enfocado al problema de la división del movimiento entre la Asociación Madres de Plaza de Mayo y Madres de Plaza de Mayo Línea Fundadora, es una obra clave para entender la etapa posdictatorial, llamada por otros autores etapa de transición a la democracia. El título de la obra, precisamente, está tomado de una frase pronunciada por Hebe de Bonafini, presidenta de las Madres, días antes del fin de la dictadura y de la asunción de un presidente constitucional (Raúl Alfonsín); en una expresión que iba a despertar polémica, especialmente entre quienes abrigaban esperanzas en el nuevo momento político que se avecinaba, Bonafini declaró que en los próximos días (es decir, a partir de que asumiera Alfonsín), comenzaba "la otra lucha".
El primer tomo, La rebelión de las Madres, fue publicado por la misma editorial en 2006 y aborda desde los orígenes del movimiento hasta el fin de la dictadura encabezada por la Junta Militar en 1983. El autor tiene en preparación el tomo III, que abarcará desde 1986 hasta 1996.

## Investigación
El libro es el resultado de más de una década de investigación realizada por el autor sobre la base de numerosas fuentes, documentos secretos de la dictadura instaurada el 24 de marzo de 1976 en la Argentina, diarios y revistas de la época, examen del material fotográfico y filmico de esa etapa, una serie de grabaciones magnetofónicas de reuniones internas de la Comisión Directiva del movimiento, el valiosísimo archivo de la Asociación Madres de Plaza de Mayo, el archivo de Madres de Plaza de Mayo Línea Fundadora y otros como el de la Asamblea Permanente por los Derechos Humanos, la Comisión Nacional Sobre Desaparición de Personas de la Argentina (CONADEP), el de la Liga Argentina por los Derechos del Hombre, numerosos archivos personales, testimonios de protagonistas -en especial integrantes del movimiento de las Madres- y la más completa revisión de la bibliografía preexistente a su publicación en el 2006.

## Marco teórico
Aunque la investigación es presentada con factura periodística y se estructura básicamente como un relato histórico, en realidad tiene como base un marco teórico complejo en el que se conjugan las ciencias históricas, la antropología, la psicología, la sociología y la economía entre otras disciplinas. 
El trabajo parte de conceptualizar a las Madres como un movimiento social de resistencia en el contexto del proceso de constitución de una fuerza social y política de oposición al régimen dictatorial surgido en la Argentina el 24 de marzo de 1976. 
En absoluto contraste con las versiones a-históricas del fenómeno de las Madres -como las que tratan de explicar su origen en una representación de la maternidad al margen de las épocas, las diversas formaciones sociales, las clases y las diversas culturas-, el autor sitúa al movimiento como una fuerza política que teniendo como punto de partida ciertas prácticas de la maternidad, sus integrantes deben enfrentar un procesos de autotransformación de esas prácticas, que en muchos casos de hubieran impedido emprender la búsqueda de los hijos desaparecidos y su lucha inclaudicable, a no ser, precisamente, que crearan una nueva concepción, una maternidad socializada que está en la base del fenómeno que representan.

## Estructura
El libro se compone de una introducción a cargo del propio Gorini -en la que nos introduce en los inicios de la etapa posdictatorial-, y tres partes: la primera, titulada Transiciones (que abarca desde el 10 de diciembre de 1983 hasta marzo de 1984), la segunda, Las unas y las otras (desde abril de 1983 hasta marzo de 1985),y la tercera, La ruptura (desde marzo de 1985 hasta junio de 1986). Cada parte se corresponde con una periodización histórica de las Madres, establecida como resultado de la investigación, que señala etapas perfectamente diferenciadas en el proceso de constitución y desarrollo de este singular movimiento de mujeres de la Argentina.

## Interpretaciones
En relación con esta obra, Osvaldo Bayer dice: "Un libro que es una época. El autor nos presenta por primera vez en forma exhaustiva y completa el testimonio, el análisis y la crítica invalorable de una época. De una gesta. Prueba por prueba. La gesta histórica de las Madres. Y las miserias, pequeñeces, egoísmos y brutalidades increíbles de todo un ciclo histórico. Documento tras documento. Las Madres allí solas, en Plaza de Mayo, frente al poder omnímodo de los desaparecedores (...) Sí. En este libro se demuestra cómo la Poesía vence al Poder. Es así. Aquí queda demostrado."